# شهرداری کرانسکا گورا
شهرداری کرانسکا گورا (به لاتین: Municipality of Kranjska Gora) یک منطقهٔ مسکونی در اسلوونی است که در اسلوونی واقع شده‌است. شهرداری کرانسکا گورا ۲۵۶٫۳ کیلومتر مربع مساحت و ۵٬۵۰۰ نفر جمعیت دارد.

## خواهرخوانده
شهر سانتا مارینلا خواهرخواندهٔ شهرداری کرانسکا گورا هست.